# デボラ・シュルツ
デボラ・シュルツ（Deborah Schultz）は、Webコンサルタント。

## 解説
主にProcter&GambleにてソーシャルメディアアドバイザーやP&Gソーシャルメディアイノベーション研究室にて、将来実用化が期待される先端技術を模索し、ビジネスにおけるソーシャルソフトウェアの設計開発に影響を与えている。
以前はシックス・アパートにてマーケティングディレクターをしていた。
彼女は技術やビジネスのカンファレンスにてよく基調演説を行い、インターネットが文化、経済の面で与えるインパクトやネットワークテクノロジーが私たちの社会に与える影響などを話している。

### Webサイト
- Deborah Schultz

### ビデオ
全てYouTubeより
- 4.2.5 Deborah Schultz - Stop Yelling, Start Weaving - Ignite
- Deb Schultz at Social Graph Foo Camp, February 2008
- Web 2.0 Expo NY: Deborah Schultz (www.deborahschultz.com), The Death of the Grand Gesture
- Social Media Conversations: Deborah Schultz

### プレゼンテーションスライド
- Ignite NYC - Alley vs Valley
- Overview of the P&G Social Media Lab
- Cluetrain at 10 - Celebrating the Customer in Charge
- It's the People Stupid

### 他
- 消費財メーカー・Ｐ＆Ｇの大躍進を支える “社員を巻き込む”ソーシャルウェブ革命 | ソーシャルウェブ革命の衝撃 | ダイヤモンド・オンライン（閲覧にはログインが必要です）